# سیارک ۱۱۶۵
سیارک ۱۱۶۵ (به انگلیسی: 1165 Imprinetta، نامگذاری:1930HM) هزار و صد و شصت و پنجمین سیارک کشف شده‌است که در ۲۴ آوریل ۱۹۳۰ کشف شد.
قدر مطلق سیارک برابر ۱۰٫۳۰ است.